# ディオミディス・スピネリス
ディオミディス・Δ・スピネリス（Diomidis D. Spinellis; ギリシア語: Διομήδης Δ. Σπινέλλης, 1967年2月2日 - ）はギリシャ・アテネ生まれの計算機科学者であり、Code ReadingそしてCode Qualityの著者である。
スピネリスはインペリアル・カレッジ・ロンドンにてソフトウェア工学の修士号(MEng)ならびに計算機科学のPh.D.を授与されている。彼はギリシャ・アテネに住んでいる。
彼は、アテネ経済大学の科学技術管理学科(Department of Management Science and Technology)の教授、IEEE Softwareの編集委員を務めており、コラム"Tools of the Trade"への寄稿を行っている。彼は、International Obfuscated C Code Contestにて4度優勝している（1988、1990、1991、1995年）。
彼のエルデシュ数は4である。
彼は、またFreeBSDプロジェクトのコミッターであり、多くのポピュラーな自由・オープンソースプログラムの作者である。彼の作成したプログラムは、
- UMLGraph[2] - 叙述的UMLダイアグラムを生成するツール
- bib2xhtml[3] -  BibTeXからXHTMLへの変換ツール
- outwit[4] - Microsoft Windowsオペレーティングシステムのデータ(例:クリップボード)をコマンドラインで取り扱うための統合ツールスイート
- CScout[5] - ソースコード分析とコードリファクタリング用ビューア
- socketpipe[6] - IPCを操作する高速なユーティリティ

である。
2008年、共著者と共に、スピネリスは、ウィキペディアの成長の鍵を握るものは赤リンクであることを主張した。
2009年11月5日には、彼はギリシャ財務省の情報システム首席担当官(General Secretary of Information Systems)に就任した。しかし、2011年10月、彼は個人的理由を引き合いに退任した。